# Semomesia alyattes
Semomesia alyattes is een vlindersoort uit de familie van de prachtvlinders (Riodinidae), onderfamilie Riodininae.
Semomesia alyattes werd in 1952 beschreven door Zikán, J.